# Logry
Logry jsou sídliště na východním okraji Písku nacházející se mezi Táborskou ulicí na západě a Přírodním parkem Písecké hory na východě. Na severu je sídliště ohraničeno zhruba ulicí Mukařovského a na jihu Na Trubách. Sídliště začalo vznikat v 70. letech 20. století. Nejprve byly stavěny čtyřpatrové družstevní domy v jižní části, poté přibylo sto rodinných domů v severní části a nakonec i tři šestipatrové věžáky na jihu. Autorem komplexu je architekt Josef Hermoch. Předtím zde byly pole a u dnešního Interhotelu America, který navrhl architekt Libor Monhart  se nacházel lom, taktéž nazývaný Logry. Název Logry pochází z německého Lager – vojenské ležení, a je odkazem na rakouské vojsko, které zde mělo v letech 1741 až 1742 svoje ležení při přípravě osvobození Písku z rukou francouzské armády.

## Popis
Sídliště Logry se nachází ve svahu pod kopcem Na Logrech (510 m). Je rozděleno na dvě části. V severní se nachází sto původních rodinných domů a v jižní tři soubory čtyřpatrových družstevních domů, tři šestipatrové paneláky, bývalý objekt samoobsluhy, objekt mateřské školky, garáže a pod lesem na východní straně Interhotel Amerika.

## Galerie

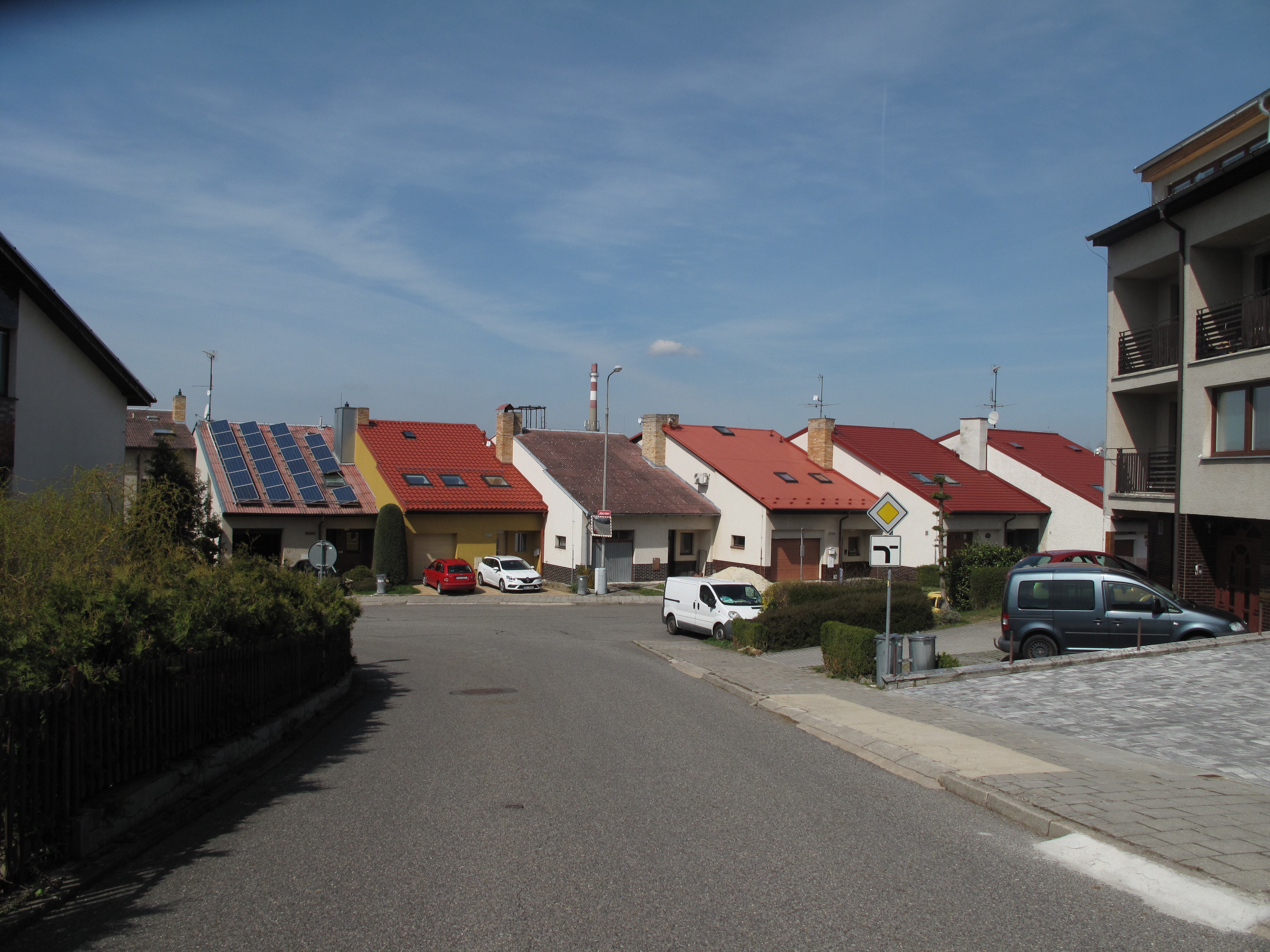
Rodinné domy v severní části
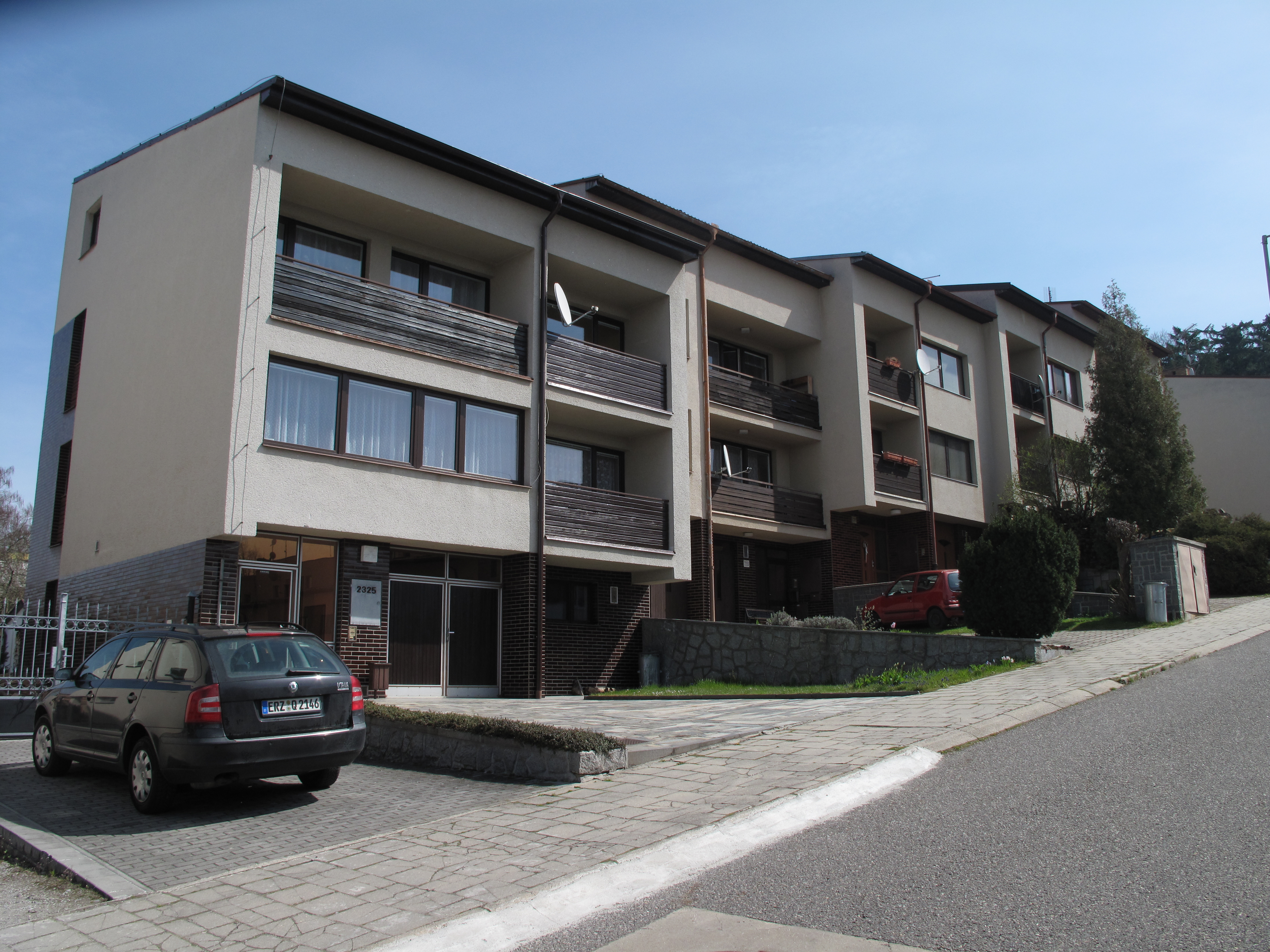
Dvoupatrové rodinné domy
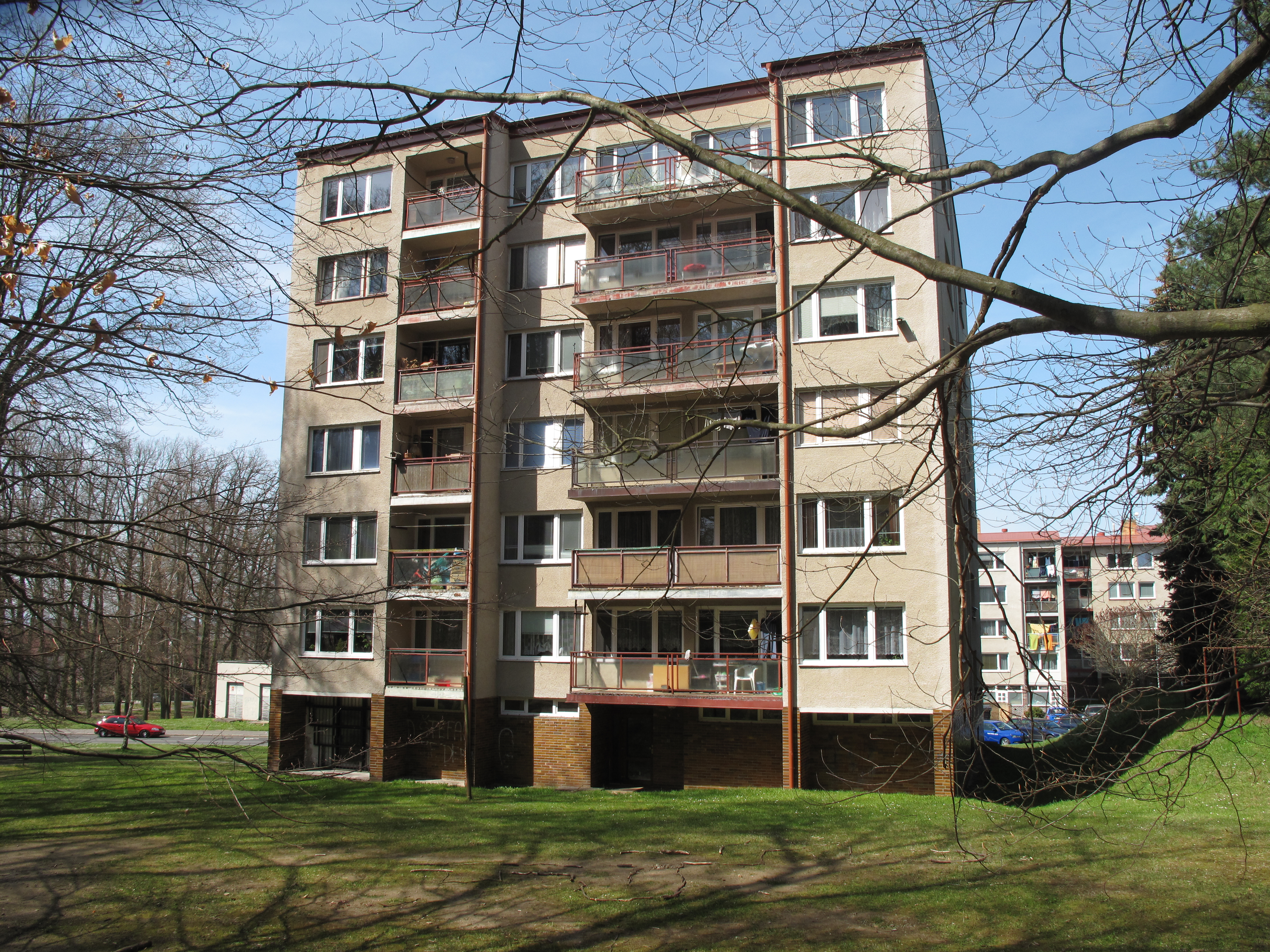
Věžák v jižní části
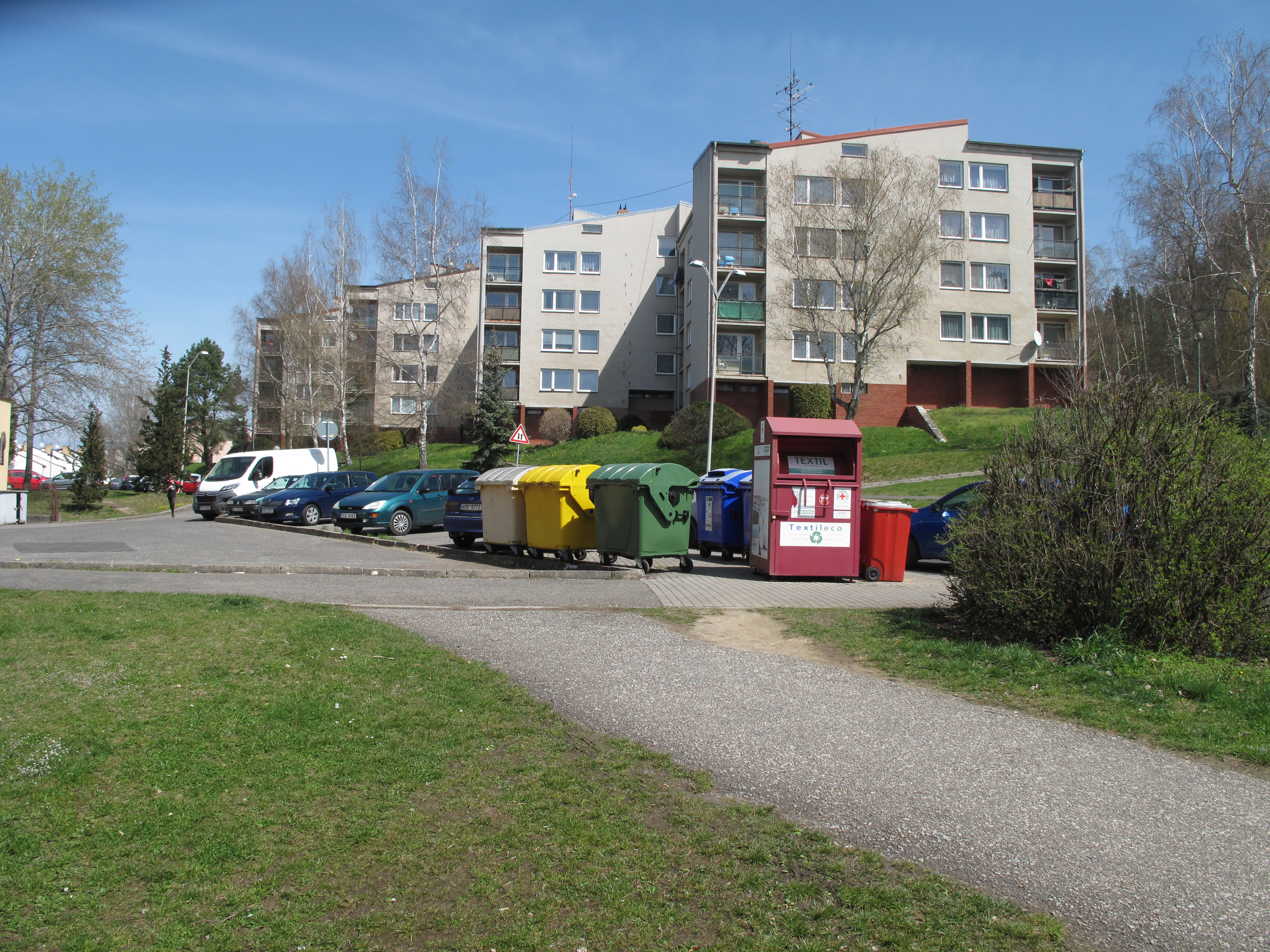
Družstevní domy
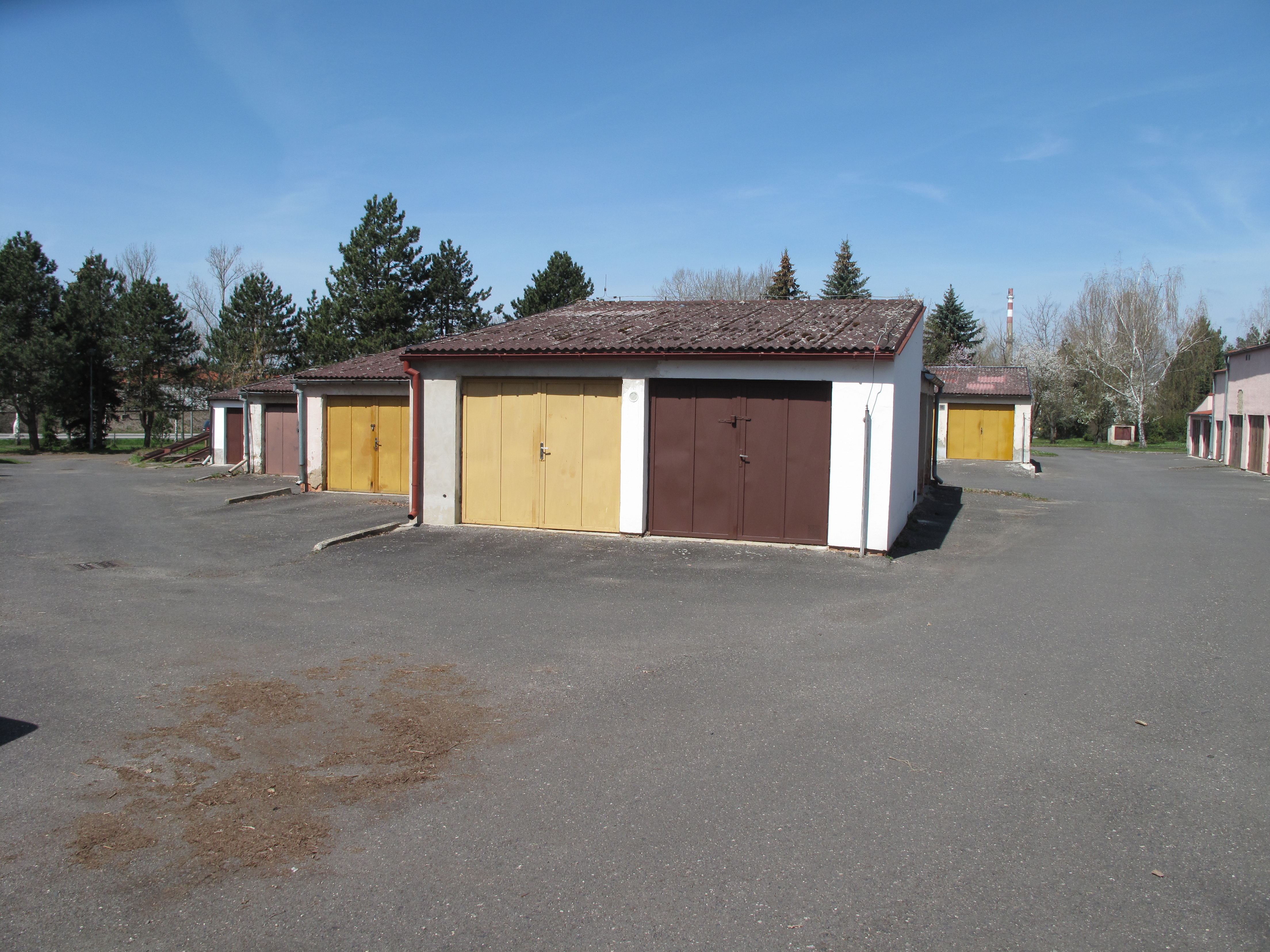
Garáže
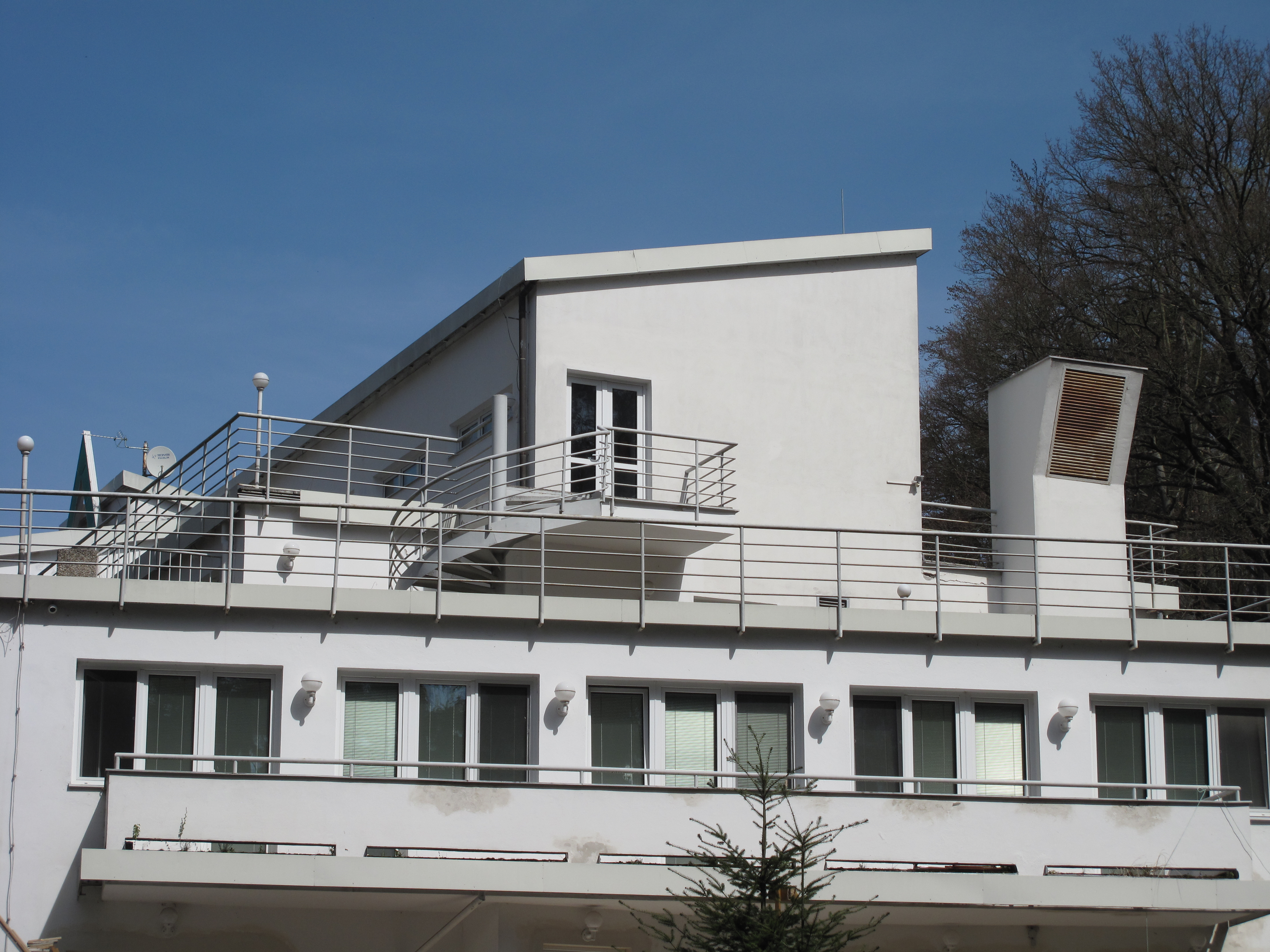
Interhotel America – detail